# 翁天祜
翁天祜（？—？），廣東省惠州府海豐縣人，清朝政治人物、同進士出身。
光緒十五年（1889年），参加光緒己丑科殿試，登進士三甲25名。同年五月，著交吏部掣签，分发各省以知县即用。擔任福建浦城县知县、泉州同安县知县。